# Gobernador supremo de la Iglesia de Inglaterra
El gobernador supremo de la Iglesia de Inglaterra es un título que ostentan los monarcas británicos y que muestra su liderazgo sobre la Iglesia de Inglaterra. A pesar de que la autoridad del monarca sobre la iglesia no es fuerte, el título sigue siendo muy relevante y ante todo tiene un sentido simbólico. El gobernador supremo nombra oficialmente a los miembros de alto rango de la Iglesia de Inglaterra con el asesoramiento del primer ministro del Reino Unido, que a su vez es asesorado por líderes religiosos.

## Historia

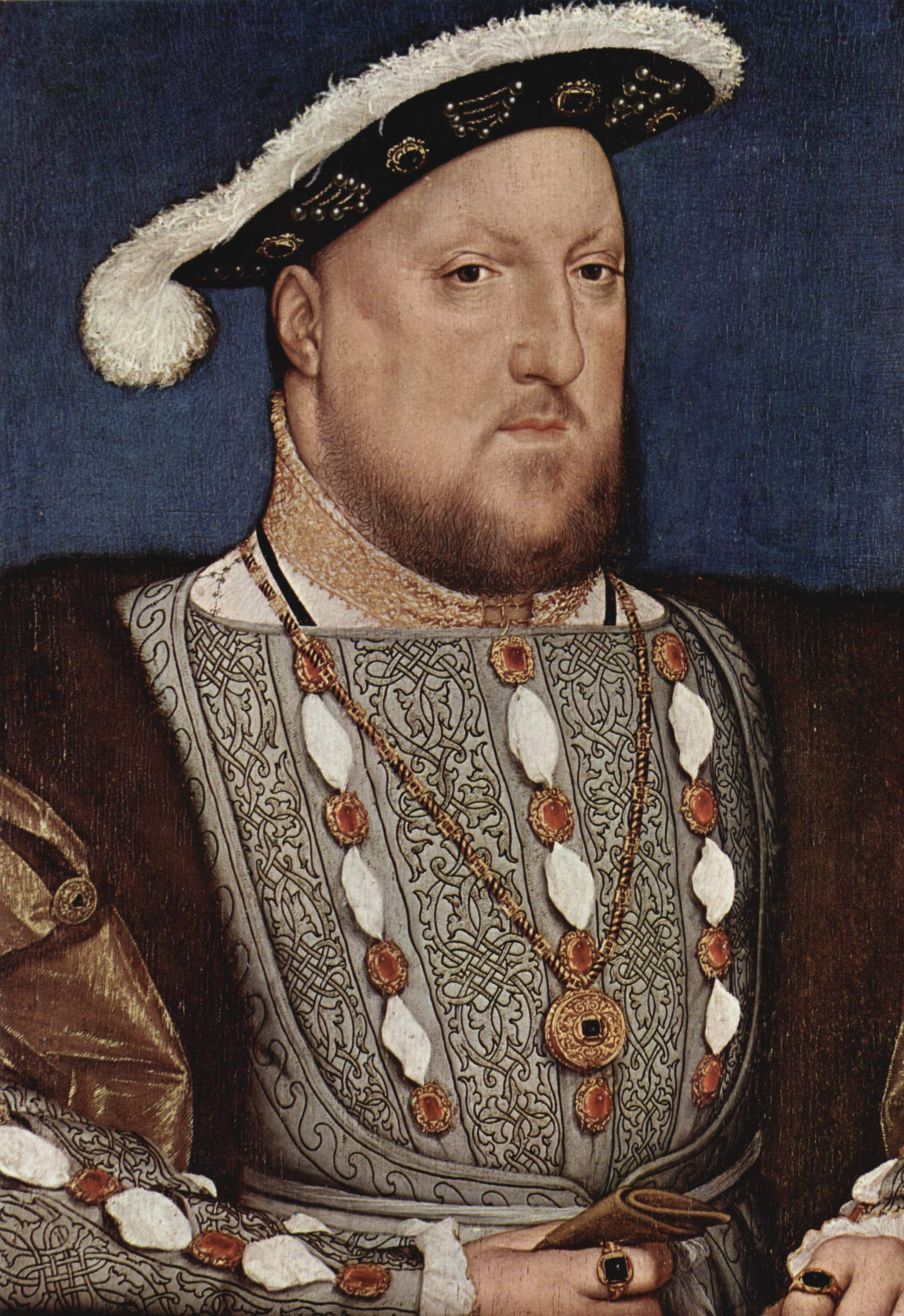
En 1536, Enrique VIII de Inglaterra rompió con Roma y declaró a la Iglesia de Inglaterra como iglesia establecida.

En 1536, Enrique VIII de Inglaterra rompió con Roma, se apoderó de los bienes que la iglesia tenía en su país, declaró a la Iglesia de Inglaterra como Iglesia establecida y se situó como su jefe supremo. El Acta de Supremacía de 1534 confirmó el estatus de supremacía del rey sobre la Iglesia de Inglaterra y requirió a la nobleza realizar un juramento reconociéndolo. La hija de Enrique, María I, restauró la lealtad de la Iglesia de Inglaterra hacia el papa de Roma y derogó el Acta de Supremacía en 1555. Isabel I subió al trono en 1558 y al año siguiente el Parlamento aprobó el Acta de Supremacía de 1559 que restauró el acta original. Sin embargo, para aplacar a los críticos, el juramento de supremacía que los nobles estaban obligados a realizar, dio al monarca el título de gobernador supremo de la Iglesia en lugar de jefe supremo. Esta formulación evitaba la acusación de que la monarquía estaba afirmando tener divinidad o usurpando el lugar de Jesucristo, a quien la Biblia identifica como cabeza de la Iglesia.
El título de defensor de la Fe ha sido parte de los títulos de la monarquía británica desde que le fue originalmente concedido a Enrique VIII por el papa León X en 1521, en reconocimiento por el papel que desempeñó en oposición a la Reforma Protestante. El papa después le retiró el título, pero más tarde le fue reconferido por el Parlamento de Inglaterra durante el reinado de Eduardo VI.

## Iglesia de Escocia
Es gobernador supremo de la Iglesia episcopal escocesa, su representante en esta Iglesia es el obispo primado de la Iglesia Episcopal de Escocia.
En cuánto a la Iglesia de Escocia (Comunión Mundial de Iglesias Reformadas, una Iglesia nacional y presbiteriana), el monarca es miembro de pleno derecho, pero no mantiene una posición de liderazgo. Sin embargo, el monarca nombra al lord alto comisionado a la Asamblea General de la Iglesia de Escocia como su representante personal, con un papel en gran parte ceremonial. Sin embargo, la reina Isabel II en ocasiones desempeñó este papel de forma personal, como cuando abrió la Asamblea General en 1977 y 2002, en sus jubileos de plata y oro.

## Lista de gobernadores supremos
| Nombre           | Años        | Notas                                                                                           |
| ---------------- | ----------- | ----------------------------------------------------------------------------------------------- |
| Enrique VIII     | 1536–1547   | Como Jefe Supremo.                                                                              |
| Eduardo VI       | 1547–1553   | Como Jefe Supremo.                                                                              |
| Juana            | julio, 1553 | disputado con María I, como Jefa Suprema.                                                       |
| María I          | 1553-1558   | Restauró el catolicismo como religión oficial de Inglaterra. Como Jefa Suprema                  |
| Isabel I         | 1558–1603   | Restauro el anglicanismo como religión oficial en Inglaterra, como Gobernadora Suprema.         |
| Jacobo I         | 1603–1625   |                                                                                                 |
| Carlos I         | 1625–1649   | Ejecutado.                                                                                      |
| Oliver Cromwell  | 1653–1658   | Asumió la jefatura de la Iglesia de Inglaterra tras ejecutar a Carlos I, no poseía sangre real. |
| Richard Cromwell | 1658–1659   | Hijo de Oliver Cromwell.                                                                        |
| Carlos II        | 1660–1685   | Convertido al catolicismo en su lecho de muerte.                                                |
| Jacobo II        | 1685–1688   | Católico, depuesto.                                                                             |
| María II         | 1689–1694   | Ostentó el cargo en conjunto con Guillermo III.                                                 |
| Guillermo III    | 1689–1702   | Ostentó el cargo en conjunto con María II entre 1689 y 1694.                                    |
| Ana              | 1702–1714   |                                                                                                 |
| Jorge I          | 1714–1727   |                                                                                                 |
| Jorge II         | 1727–1760   |                                                                                                 |
| Jorge III        | 1760–1820   |                                                                                                 |
| Jorge IV         | 1820–1830   |                                                                                                 |
| Guillermo IV     | 1830–1837   |                                                                                                 |
| Victoria         | 1837–1901   | Primera gobernadora suprema en volverse emperatriz (India, 1877).                               |
| Eduardo VII      | 1901–1910   |                                                                                                 |
| Jorge V          | 1910–1936   |                                                                                                 |
| Eduardo VIII     | 1936        | Primer gobernador supremo en abdicar voluntariamente al trono.                                  |
| Jorge VI         | 1936–1952   | Último gobernador supremo emperador de una nación (India, 1947).                                |
| Isabel II        | 1952-2022   | Gobernadora suprema con más años en funciones.                                                  |
| Carlos III       | 2022-       | Gobernador actual                                                                               |